# Uchte
Uchte là một đô thị ở huyện huyện Nienburg, trong bang Niedersachsen, nước Đức. Đô thị Uchte có diện tích 90,69 km². Uchte có cự ly khoảng 25 km về phía tây nam của Nienburg, and 25 km về phía bắc của Minden.
Uchte là thủ phủ của Samtgemeinde ("đô thị tập thể") Uchte.
Uchte kết nghĩa với Sourdeval, Normandy từ năm 1992, và Ząbkowice Śląskie từ năm 2005.